# Związek Banków Polskich
Związek Banków Polskich – izba gospodarcza zrzeszająca banki w Polsce, powołana do życia w styczniu 1991 roku.
Misją Związku Banków Polskich jest „działanie na rzecz tworzenia warunków zrównoważonego rozwoju polskiego sektora bankowego, wspierania przez banki wzrostu gospodarczego kraju oraz jednolitego europejskiego rynku usług finansowych i wzmacniania roli polskich banków”. Członkostwo ma charakter dobrowolny i obejmuje banki działające na obszarze Rzeczypospolitej Polskiej, utworzone i funkcjonujące zgodnie z normami polskiego prawa. Do Związku Banków Polskich należy łącznie 106 banków komercyjnych, oddziałów instytucji kredytowych oraz banków spółdzielczych, których aktywa obejmują ponad 95% sektora bankowego w Polsce.
Siedziba związku znajduje się przy ul. Kruczkowskiego 8 w Warszawie.

## Historia
Idea powstania ZBP sięga lipca 1990, kiedy przedstawiciele banku PKO BP (Marian Krzak), Narodowego Banku Polskiego i Urzędu Rady Ministrów (Jacek Ambroziak, Krzysztof Pietraszkiewicz) podjęli decyzję o zawiązaniu grupy inicjatywnej w sprawie utworzenia organizacji samorządowej banków działających w Polsce. 17 lipca 1990 roku odbyło się kolejne spotkanie z udziałem prezesów banków państwowych oraz działających w formie spółek akcyjnych, a także przedstawicieli bankowości spółdzielczej pod przewodnictwem prezesa NBP Władysława Baki. W następstwie poczynionych uzgodnień wyłoniono Grupę Inicjatywną, której powierzono prowadzenie prac organizacyjnych nad powstaniem związku. W skład grupy weszli prezesi 9 banków: Marian Krzak (PKO BP) jako przewodniczący, a także Marian Kanton (Pekao S.A.), Antoni Maciejewski (Bank Ziemski), Romuald Meyer (Bydgoski Bank Komunalny), Aleksy Misiejuk (Agrobank), Zygmunt Niewiarowski (Banku Amerykański w Polsce), Marian Rajczyk (Bank Śląski), Andrzej Szukalski (Powszechny Bank Gospodarczy w Łodzi) i Ryszard Ślązak (Warszawski Bank Zachodni). W wyniku jej pracy sporządzono koncepcję funkcjonowania związku, podstawę prawną działania i treść aktu założycielskiego.
Związek został założony na mocy aktu założycielskiego sygnowanego przez przedstawicieli 102 banków (banku państwowego, banków w formie spółki akcyjnej i banków spółdzielczych) 24 stycznia 1991. Przedstawiciele 5 banków wymienionych w akcie nie złożyli na nim swoich podpisów.
Uchwalono także statut i wybrano pierwsze władze ZBP.

## Zadania
Do zadań statutowych Związku należy reprezentowanie i ochrona wspólnych interesów jego członków, m.in. w zakresie uregulowań prawnych dotyczących ustawodawstwa bankowego, a także wydawanie opinii i ekspertyz oraz delegowanie przedstawicieli do udziału w pracach instytucji doradczo-opiniodawczych dotyczących działania banków, uczestnictwo w charakterze ekspertów w pracach legislacyjnych komisji Sejmu i Senatu, współpraca z Narodowym Bankiem Polskim, rządem i właściwymi ministerstwami w zakresie funkcjonowania przepisów prawa odnoszących się do polskiego systemu bankowego, organizowanie wymiany informacji pomiędzy bankami, promocja sektora bankowego i jego usług, budowa infrastruktury międzybankowej, wspieranie standaryzacji produktów i usług bankowych, upowszechnianie wiedzy na temat bankowości, prowadzenie postępowania pojednawczego i sądownictwa polubownego dla banków, upowszechnianie zasad dobrej praktyki bankowej, popieranie kształcenia zawodowego i koordynacja programów szkoleniowych dla kadry bankowej.
Do zadań Związku należy w szczególności:
1. tworzenie sprzyjających warunków organizacyjnych i prawnych rozwoju sektora bankowego poprzez współdziałanie z organami państwa
2. organizowanie współdziałania banków na rzecz rozwoju sektora bankowego i infrastruktury międzybankowej, zwłaszcza w zakresie:
- rozliczeń pieniężnych, obrotu czekowego i kartowego
- standaryzacji instrumentów rynków finansowych
- zbierania, przetwarzania i wymiany informacji bankowej i gospodarczej
- kształcenia kadr bankowych i upowszechniania wiedzy bankowej
- bezpieczeństwa banków i przeciwdziałania wykorzystywaniu banków w działalności przestępczej
- prowadzenia działalności informacyjnej i promocyjnej, tworzenia forum dyskusji i spotkań środowiska bankowego
- kształtowania zasad dobrej praktyki bankowej

3. podejmowanie działań na rzecz tworzenia i rozwoju instytucji obsługujących sektor bankowy, zwłaszcza w zakresie:
- rozliczeń pieniężnych
- organizacji izb rozliczeniowych
- wymiany informacji bankowej i gospodarczej
- podpisu elektronicznego i certyfikacji
- szkolnictwa bankowego i badań nad bankowością
- postępowania pojednawczego i sądownictwa polubownego
- arbitrażu bankowego na rzecz klientów banków (konsumentów).

Zadania ZBP realizują specjalnie powołane w tym celu zespoły, rady i komitety. W ramach Związku i jego biura działa kilkadziesiąt zespołów problemowych, komitetów, rad, komisji i podkomisji, których zadaniem jest opracowywanie i wydawanie opinii oraz stanowisk w sprawach decydujących dla funkcjonowania polskiego systemu bankowego. Pełnią one także rolę integrującą środowisko bankowe wokół wspólnie realizowanych przedsięwzięć.
Przedstawiciele Związku biorą udział w pracach Rady ds. Systemu Płatniczego przy NBP, Bankowego Funduszu Gwarancyjnego, konsultacjach z Ministerstwem Finansów, komisjami stałymi Sejmu RP, Komisją Nadzoru Finansowego, a także czynnie uczestniczą w pracach Koalicji na rzecz Obrotu Bezgotówkowego i Mikropłatności oraz Związku Województw RP. Związek uczestniczy w pracach Fundacji Godła „Teraz Polska”, patronuje Forum Finansowemu „Twoje Pieniądze”, jest organizatorem cyklicznych konferencji: Forum Bankowe, SEPA Forum Polska, Kongres Gospodarki Elektronicznej, Forum Korporacyjne, Kongres Finansowania Nieruchomości Mieszkaniowych oraz spotkań Klubu Polska 2025+.

## Władze
Rada Związku ma uprawnienia nadzorcze i kontrolne. Organ ten określa zasadnicze założenia dla środowiska bankowego i wskazuje zakres prac zarządu Związku Banków Polskich. Funkcje przewodniczącego rady pełnią kolejno przez rok przewodniczący trzech sekcji bankowych. Związek reprezentuje na zewnątrz oraz kieruje jego bieżącą działalnością operacyjną zarząd, wybierany przez walne zgromadzenie na trzyletnią kadencję. W skład zarządu wchodzą prezes oraz od 1 do 4 wiceprezesów. Kandydatów do zarządu zgłasza rada, która także sprawuje stały nadzór nad działaniami. Taka kompozycja naczelnych organów Związku umożliwia bankom członkowskim inicjowanie wielu działań realizowanych przez ZBP.

### Rada Związku Banków Polskich
- Artur Adamczyk – prezes zarządu Bank Polskiej Spółdzielczości
- Brunon Bartkiewicz – prezes zarządu ING Banku Śląskiego
- Krzysztof Dubejko – prezes zarządu mBanku Hipotecznego
- Michał Gajewski – prezes zarządu Santander Bank Polska
- Przemysław Gdański – prezes zarządu BNP Paribas Bank Polska
- Paulina Górecka – dyrektorka Departamentu Prawnego i Zgodności Industrial and Commercial Bank of China S.A. Oddział w Polsce
- Alicja Huczyńska – prezeska zarządu Banku Spółdzielczego w Koronowie
- Joao Bras Jorge – prezes zarządu Banku Millennium
- Krzysztof Karwowski – prezes zarządu Banku Spółdzielczego w Szczytnie
- Dariusz Kucharski – dyrektor generalny HSBC Continental Europe (Spółka Akcyjna) Oddział w Polsce
- Cezary Maciejewski – prezes zarządu Kujawsko-Dobrzyńskiego Banku Spółdzielczego
- Karolina Miłaszewska – wicedyrektorka oddziału CaixaBank SA (Spółka Akcyjna) Oddział w Polsce
- Maciej Semeniuk – członek Prezydium Rady, prezes zarządu Danske Bank A/S S.A. Oddział w Polsce
- Mirosław Skiba – prezes zarządu SGB Banku
- Cezary Stypułkowski – prezes zarządu mBanku, przewodniczący Rady[3]
- Elżbieta Świętopełk-Czetwertyńska – prezeska zarządu Banku Handlowego w Warszawie[4]

### Zarząd Związku Banków Polskich
- Tadeusz Białek – prezes
- Włodzimierz Kiciński – wiceprezes
- Bartosz Kublik – wiceprezes
- Agnieszka Wachnicka – wiceprezeska[5]

### Lista byłych prezesów
- 1991–1996: Marian Krzak[1][6]
- 1996–2000: Andrzej Szukalski[6]
- 2000–2003: Andrzej Topiński[7]
- 2003–2023: Krzysztof Pietraszkiewicz[5]

## Struktura organizacyjna Biura ZBP[8]
Zespoły problemowe i inne komórki organizacyjne Biura ZBP:
- Zespół Ekonomiczno-Regulacyjny i Rozwoju Kadr Bankowych
- Zespół Systemów Płatniczych i Bankowości Elektronicznej
- Zespół Bezpieczeństwa Banków
- Zespół Prawno-Legislacyjny
- Zespół Bankowości Detalicznej i Rynków Finansowych
- Zespół ds. Programów Publicznych i Środowisk Gospodarczych
- Zespół Finansów i Kadr
- Zespół Prezydialno-Organizacyjny i IT
- Zespół Komunikacji i PR
- Zespół Statutowej Działalności Gospodarczej
- Zespół Badań i Analiz
- Zespół Współpracy Międzynarodowej
- Przedstawicielstwo ZBP w Brukseli
- Klub Bankowca
- Inspektor Ochrony Danych

Inne jednostki działające przy ZBP:
- Sąd Polubowny (Arbitrażowy)
- Komisja Etyki Bankowej
- Arbiter Bankowy oraz Rada Arbitra Bankowego
- Krajowy Punkt Kontaktowy ds. Instrumentów Finansowych Programów Unii Europejskiej

Rady i Komitety działające przy ZBP:
- Komitet Doradczy ds. Regulacji Nadzorczych
- Komitet ds. Kadr Bankowych i Szkolenia
- Komitet ds. Standardów Kwalifikacyjnych w Bankowości Polskiej
- Komitet Europejskiego Certyfikatu Bankowca (European Foundation Certificate in Banking)
- Komitet ds. Kredytu Konsumenckiego
- Komitet ds. Finansowania Nieruchomości
- Komitet Agentów Rozliczeniowych
- Komitet ds. Jakości Usług Finansowych
- Komitet Bankowe Centrum Cyberbezpieczeństwa
- Komitet Zarządzania Aktywami i Pasywami
- Polski Komitet Użytkowników SWIFT
- Rada Prawa Bankowego
- Rada ds. Public Relations
- Rada ds. Podatków
- Rada ds. Nieskarbowych Papierów Dłużnych
- Rada Banków Depozytariuszy
- Rada Banków Samochodowych
- Rada ds. Usług Płatniczych
- Rada Bezpieczeństwa Banków
- Rada Wydawców Kart Bankowych
- Rada Bankowości Elektronicznej
- Rada ds. Zarządzania Środkami Finansowymi
- Rada ds. Mikro, Małych i Średnich Przedsiębiorstw
- Forum Technologii Bankowych
- SEPA Polska

## Międzybankowe zespoły kontaktowe ds. Programów publicznych
- Zespół ds. Funduszy UE
- Zespół ds. Finansowania Rolnictwa, Rybołówstwa i Obszarów Wiejskich
- Zespół ds. Finansowania Energetyki i Projektów Proekologicznych
- Zespół ds. Finansowania Jednostek Samorządu Terytorialnego
- Zespół ds. Finansowania Prewencji i Likwidacji Skutków Klęsk Żywiołowych.

## Związek Banków Polskich w instytucjach międzynarodowych
- Europejska Federacja Bankowa (European Banking Federation(inne języki) – EBF)

ZBP jest członkiem EBF od 1994 roku. Federacja powstała w 1960 roku i obecnie reprezentuje ok. 5000 europejskich banków zrzeszonych w 31 narodowych asocjacjach. Prace EBF są prowadzone na podstawie systemu Komitetów i Grup Roboczych, w których uczestniczą przedstawiciele związków banków państw członkowskich UE i Europejskiego Obszaru Gospodarczego, jak również przedstawiciele instytucji bankowych z tych państw. ZBP – poza pracami Komitetu Wykonawczego, w którego skład wchodzą dyrektorzy lub sekretarze generalni związków banków – uczestniczy w posiedzeniach Rady Federacji (w jej skład wchodzą prezesi zarządów związków banków).
- Europejska Rada ds. Płatności (European Payments Council(inne języki) – EPC)

EPC jest organizacją powołaną w roku 2002 wspólnie przez trzy związki banków szczebla europejskiego oraz przez grupę ok. 50 największych światowych banków działających na rynku europejskim. ZBP jest członkiem EPC od początku jej istnienia. EPC to partner Komisji Europejskiej i Europejskiego Banku Centralnego we wszystkich kwestiach związanych z rozwojem paneuropejskich systemów płatniczych. Głównym zadaniem EPC jest koordynacja prac nad uruchomieniem jednolitego obszaru płatności w euro.
- International Chamber of Commerce – a world business organisation

Związek Banków Polskich był członkiem bezpośrednim Międzynarodowej Izby Handlowej od 1996 roku, a przy ZBP funkcjonował Komitet ds. Współpracy z MIH zrzeszający 15 banków.
Od marca 2000 roku działa Polski Komitet Narodowy Międzynarodowej Izby Handlowej (ICC Polska). ZBP jest jednym z członków założycieli tej organizacji. Sekretariat ICC Polska, na obecnym etapie funkcjonowania stowarzyszenia, jest obsługiwany przez Zespół Zagraniczny ZBP.
- BIAC (Business and Industry Advisory Committee)

Celem BIAC jest reprezentowanie różnych gałęzi gospodarki (przemysłu, handlu, usług) wobec OECD i wyrażanie opinii wobec spraw leżących we wspólnym polu zainteresowań. BIAC jest adwokatem biznesu broniącym ekonomii rynkowej i zasad wolnej przedsiębiorczości. Został powołany w 1962 roku jako niezależna organizacja oficjalnie uznana za reprezentanta handlu, usług i przemysłu krajów członkowskich OECD. Od 1999 roku funkcjonuje Komitet BIAC Polska, którego wiceprzewodniczącym został wybrany prezes ZBP.

## Podmioty stowarzyszone ze Związkiem Banków Polskich
- Biuro Informacji Kredytowej
- Fiserv Polska
- Fundacja Polska Bezgotówkowa
- Krajowa Izba Rozliczeniowa
- Spółdzielczy System Ochrony SGB
- Spółdzielnia Systemu Ochrony Zrzeszenia BPS

## Bankowy Arbitraż Konsumencki przy Związku Banków Polskich
Bankowy Arbitraż Konsumencki rozpoczął swoją działalność w 2002 roku. Instytucja została powołana w celu rozstrzygania sporów pomiędzy konsumentami – klientami banków – a bankami w zakresie roszczeń pieniężnych z tytułu niewykonania lub nienależytego wykonania przez bank czynności bankowych lub innych czynności na rzecz konsumenta (pozasądowe postępowanie rozjemcze). Do Bankowego Arbitrażu Konsumenckiego należą obecnie wszystkie banki należące do ZBP oraz te banki spółdzielcze niezrzeszone w Związku, które wyraziły wolę współpracy z BAK. Bankowy Arbitraż Konsumencki jest członkiem FIN-NET, czyli założonej przez Komisję Europejską transgranicznej sieci rozpatrywania skarg pozasądowych dotyczących usług finansowych, funkcjonującej na podstawie sieci krajowych pozasądowych systemów rozstrzygania sporów wynikłych z korzystania przez konsumentów z usług finansowych, zwłaszcza bankowych, ubezpieczeniowych oraz dotyczących rynku papierów wartościowych. Funkcję arbitra bankowego sprawuje sędzia Katarzyna Marczyńska.
W 2010 roku do Bankowego Arbitrażu Konsumenckiego wpłynęło 1165 wniosków. W ramach realizacji zadań związanych z promocją sądownictwa polubownego przy Związku Banków Polskich działają również, we współpracy z Bankowym Arbitrażem Konsumenckim, Komisja Etyki Bankowej oraz sąd polubowny.

## Sąd Polubowny przy Związku Banków Polskich
Sąd Polubowny przy Związku Banków Polskich został powołany uchwałą walnego zgromadzenia Związku Banków Polskich w 1992 roku w celu efektywnego rozpatrywania sporów, w tym między bankami i klientami. Od tego czasu sąd prowadzi swoją działalność, rozstrzygając spory mogące być przedmiotem ugody, pod warunkiem że w umowie będącej podstawą sporu istnieje zapis wyrażający zgodę na sąd polubowny lub jeśli strony postanowią o takim zapisie już po zaistnieniu sporu. Sekretariat Sądu prowadzi listę arbitrów, obejmującą zarówno praktyków – adwokatów i radców prawnych, jak i wybitnych teoretyków, autorytety w dziedzinie prawa, posiadających niezbędną wiedzę i doświadczenie w rozpatrywaniu spraw arbitrażowych. Strony nie muszą się jednak ograniczać do listy i mogą wyznaczyć jako arbitra osobę, którą darzą dużym zaufaniem bądź cenią jej profesjonalizm.
Postępowanie przed sądem polubownym kończy się wyrokiem (ugodą), mającym moc orzeczenia sądu powszechnego. Na popularność tej formy rozstrzygania sporów wpływa przede wszystkim uproszczenie procedury.

## Komisja Etyki Bankowej
Komisja Etyki Bankowej została powołana w 1995 roku do oceny przestrzegania zasad dobrej praktyki bankowej przez banki i ich pracowników oraz przez osoby, za których pośrednictwem banki wykonują czynności bankowe. W kadencji 2020–2023 komisji przewodniczy Jacek Bartkiewicz.

## Klub Bankowca
Klub Bankowca powstał w 1996 roku z inicjatywy banków zrzeszonych w związku. Celem fundatorów i założycieli Klubu było stworzenie instytucji, która pozwoli realizować potrzeby edukacyjne, kulturalne i towarzyskie środowiska bankowego.